# Giuliano di Pierfrancesco de' Medici

Stemma dei Medici

Giuliano di Pierfrancesco de' Medici (Firenze, 1520 – Auriol, 28 luglio 1588) è stato un arcivescovo cattolico italiano.

## Biografia
Figlio di Pierfrancesco il Giovane e di Maria Soderini, era fratello del più celebre Lorenzino de' Medici. Dopo la morte prematura del padre fu allevato dalla madre e dai parenti nella villa del Trebbio. Nel 1526, in vista dell'arrivo dei lanzichenecchi a Firenze, si rifugiò a Venezia con il fratello.
Dopo che suo fratello si macchiò dell'omicidio del duca Alessandro de' Medici (1537) anche lui fuggì prima a Bologna e poi a Venezia.
Dopo aver partecipato alla battaglia di Marciano si recò in Francia, dove regnava la sua parente Caterina de' Medici e probabilmente era accompagnato da suo cognato Piero Strozzi. Visitò Roma nel 1561 per incalzare la sua carriera ecclesiastica, poi tornò in Francia dopo essere stato nominato vescovo di Béziers. Nel 1570 divenne abate di Saint-Victor a Marsiglia e un anno dopo arcivescovo di Aix. Nel 1574 infine fu nominato arcivescovo di Albi.
Dopo la morte di Cosimo I si riappacificò con il nuovo granduca Ferdinando I, nel 1574, e visitò Firenze nel 1576. Morì quasi settantenne nel Castello di Auriol, nella regione delle Bocche del Rodano, nel 1588.

## Genealogia episcopale
La genealogia episcopale è:
- Vescovo Thomas Goldwell
- Vescovo Giovanni Battista Serbelloni
- Arcivescovo Giuliano de' Medici

## Linea di successione
|                       |                           |                           |                      |                              |                           |                           |                                 |                                 |
|                       |                           |                           |                      | · Ramo Salvestro di Averardo |                           |                           |                                 |                                 |
|                       |                           |                           |                      |                              |                           |                           |                                 |                                 |
|                       |                           |                           |                      |                              |                           |                           |                                 |                                 |
|                       |                           |                           |                      | Lorenzo *1394 †1440          |                           |                           |                                 |                                 |
|                       |                           |                           |                      |                              |                           |                           |                                 |                                 |
|                       |                           |                           |                      |                              |                           |                           |                                 |                                 |
|                       |                           |                           | Francesco *? †?      | Francesco *? †?              | Pierfrancesco *1430 †1476 | Pierfrancesco *1430 †1476 |                                 |                                 |
|                       |                           |                           |                      |                              |                           |                           |                                 |                                 |
|                       |                           |                           |                      |                              |                           |                           |                                 |                                 |
|                       |                           |                           | Lorenzo *1463 †1503  | Lorenzo *1463 †1503          |                           |                           | Giovanni *1467 †1498            | Giovanni *1467 †1498            |
|                       |                           |                           |                      |                              |                           |                           |                                 |                                 |
|                       |                           |                           |                      |                              |                           |                           |                                 |                                 |
|                       | Pierfrancesco *1487 †1525 | Pierfrancesco *1487 †1525 | Averardo *? †?       | Averardo *? †?               | Vincenzo *? †?            | Vincenzo *? †?            | Ludovico [Giovanni] *1498 †1526 | Ludovico [Giovanni] *1498 †1526 |
|                       |                           |                           |                      |                              |                           |                           |                                 |                                 |
|                       |                           |                           |                      |                              |                           |                           |                                 |                                 |
| Lorenzino *1514 †1548 | Lorenzino *1514 †1548     | Giuliano *1520 †1588      | Giuliano *1520 †1588 |                              |                           |                           | Linea Granducale ·              | Linea Granducale ·              |

## Ascendenza
|                                     |                      |                                         | Genitori                              |  |  | Nonni |  |  | Bisnonni                            |  |  | Trisnonni                     |  |
|                                     |                      |                                         |                                       |  |  |       |  |  | Pierfrancesco de' Medici il Vecchio |  |  | Lorenzo de' Medici il Vecchio |  |
|                                     |                      |                                         |                                       |  |  |       |  |  | Pierfrancesco de' Medici il Vecchio |  |  | Lorenzo de' Medici il Vecchio |  |
|                                     |                      | Ginevra Cavalcanti                      |                                       |  |  |       |  |  | Pierfrancesco de' Medici il Vecchio |  |  |                               |  |
| Lorenzo de' Medici il Popolano      |                      |                                         |                                       |  |  |       |  |  | Pierfrancesco de' Medici il Vecchio |  |  |                               |  |
|                                     |                      | Laudomia Acciaiuoli                     | Jacopo Acciaiuoli                     |  |  |       |  |  |                                     |  |  |                               |  |
|                                     |                      | Laudomia Acciaiuoli                     | Jacopo Acciaiuoli                     |  |  |       |  |  |                                     |  |  |                               |  |
|                                     |                      | Laudomia Acciaiuoli                     | Costanza de' Bardi                    |  |  |       |  |  |                                     |  |  |                               |  |
| Pierfrancesco de' Medici il Giovane |                      | Laudomia Acciaiuoli                     |                                       |  |  |       |  |  |                                     |  |  |                               |  |
|                                     |                      | Jacopo III Appiano, signore di Piombino | Emanuele Appiano, signore di Piombino |  |  |       |  |  |                                     |  |  |                               |  |
|                                     |                      | Jacopo III Appiano, signore di Piombino | Emanuele Appiano, signore di Piombino |  |  |       |  |  |                                     |  |  |                               |  |
|                                     |                      | Jacopo III Appiano, signore di Piombino | Colia de' Giudici                     |  |  |       |  |  |                                     |  |  |                               |  |
| Semiramide Appiano                  |                      | Jacopo III Appiano, signore di Piombino |                                       |  |  |       |  |  |                                     |  |  |                               |  |
|                                     |                      | Battistina Fregoso                      | Giano Fregoso, doge di Genova         |  |  |       |  |  |                                     |  |  |                               |  |
|                                     |                      | Battistina Fregoso                      | Giano Fregoso, doge di Genova         |  |  |       |  |  |                                     |  |  |                               |  |
|                                     |                      | Battistina Fregoso                      | Violante Gentile                      |  |  |       |  |  |                                     |  |  |                               |  |
| Giuliano de' Medici                 |                      | Battistina Fregoso                      |                                       |  |  |       |  |  |                                     |  |  |                               |  |
|                                     | Paolantonio Soderini | Tommaso Soderini                        |                                       |  |  |       |  |  |                                     |  |  |                               |  |
|                                     | Paolantonio Soderini | Tommaso Soderini                        |                                       |  |  |       |  |  |                                     |  |  |                               |  |
|                                     | Paolantonio Soderini | Dianora Tornabuoni                      |                                       |  |  |       |  |  |                                     |  |  |                               |  |
| Tommaso Soderini                    | Paolantonio Soderini |                                         |                                       |  |  |       |  |  |                                     |  |  |                               |  |
|                                     |                      | Lisabetta Spinelli                      | Tommaso Spinelli                      |  |  |       |  |  |                                     |  |  |                               |  |
|                                     |                      | Lisabetta Spinelli                      | Tommaso Spinelli                      |  |  |       |  |  |                                     |  |  |                               |  |
|                                     |                      | Lisabetta Spinelli                      | Milia Peruzzi                         |  |  |       |  |  |                                     |  |  |                               |  |
| Maria Soderini                      |                      | Lisabetta Spinelli                      |                                       |  |  |       |  |  |                                     |  |  |                               |  |
|                                     |                      | Filippo Strozzi il Vecchio              | Matteo Strozzi                        |  |  |       |  |  |                                     |  |  |                               |  |
|                                     |                      | Filippo Strozzi il Vecchio              | Matteo Strozzi                        |  |  |       |  |  |                                     |  |  |                               |  |
|                                     |                      | Filippo Strozzi il Vecchio              | Alessandra Macinghi                   |  |  |       |  |  |                                     |  |  |                               |  |
| Fiammetta Strozzi                   |                      | Filippo Strozzi il Vecchio              |                                       |  |  |       |  |  |                                     |  |  |                               |  |
|                                     |                      | Fiammetta Adimari                       | Donato Adimari                        |  |  |       |  |  |                                     |  |  |                               |  |
|                                     |                      | Fiammetta Adimari                       | Donato Adimari                        |  |  |       |  |  |                                     |  |  |                               |  |
|                                     |                      | Fiammetta Adimari                       | …                                     |  |  |       |  |  |                                     |  |  |                               |  |
|                                     |                      | Fiammetta Adimari                       |                                       |  |  |       |  |  |                                     |  |  |                               |  |